# چشم‌سفید هندی
چشم‌سفید هندی (نام علمی: Zosterops palpebrosus) نام یک گونه از سرده چشم‌سفید است.